# Multipletowość
Multipletowość – w mechanice kwantowej, odpowiada różnym stopniom degeneracji danego układu wieloelektronowego.

## Charakterystyka
Poziomy elektronowe są reprezentowane przez funkcje falowe. W przypadku kiedy mają one jednakowe wartości głównych i pobocznych liczb kwantowych, to poziomy są zlokalizowane na tej samej wysokości wykresu energii (odpowiada im ta sama energia). Różni je jedynie magnetyczna liczba kwantowa, która opisuje rzut orbitalnego momentu pędu. Zbiór stanów różniących się tylko wartością ms nazywa się multipletem.
Jeśli całkowity spin elektronów określa liczba S, to jego rzut może przyjmować 2S+1 możliwości. Wzór
{\displaystyle 2S+1}
ma wymiar multipletowości.
Np. stan, dla którego spin wynosi
{\displaystyle S=1,}
jest trzykrotnie zdegenerowany, ponieważ ma trzy kombinacje wartości rzutu spinu. Stąd, taki stan nosi nazwę trypletu lub stanu trypletowego.
I tak, gdy spin wynosi zero, mamy stan singletowy. Gdy S=1/2, to dubletowy. Jeśli S ma wartość 1, to jest tryplet. Natomiast przy wartości S=3/2, jest to stan kwartetowy.